# الرشاء (نجم)
تعديل مصدري - تعديل  
 العقدة  أو «ألفا الحوت» (بالإنكليزية Alpha Piscium ) وله اسم تقليدي Alrescha مشتق من الاسم العربي الرشاء  وهو نجم في كوكبة الحوت.
يبعد عن الأرض 139 سنة ضوئية وهو نجم ثنائي وزاوية الفصل 1.8 درجة بين النجمين. يبلغ القدر الظاهري للنجم الرئيسي 4.33 وهو ينتمي إلى الفئة الطيفية A0p أما القدر الظاهري للنجم المرافق 5.23 وينتمي إلى الفئة الطيفية A3m . تستغرق فترة دورانهما حول بعضهما البعض 700 سنة وسيبلغان أكثر أقتراب من بعضهما البعض سنة 2060 . تبلغ كتلة النجمين 2.2 و1.8 على التوالي من كتلة الشمس ويشعان ضياءا أكبر 31 وبالتالي 21 مرة من ضياء الشمس .

## ثقافة
عند العرب تسمية الرشا تعني حبل الدلو، وهو نجم بطن الحوت ثاني نجم من الأندروميدا يعتبر ظهوره بداية الكنّه وعدد أيامها ( 39 ) والكنة هي وقت اختفاء الثريا ( الخفوق ) وهو آخر النجوم اليمانية. بزوغه يعتبر بداية موسم نظوج اليقطين ( القرع ) والتفاح وفيه تغرس شتلات النخيل .
مخطوطة منازل القمر لحسين الحسيني الخلخالي، الرشا آخر منازل القمر . و الرشا اخر منازل القمر الثمانية والعشرين والتي تبدأ من الشرطين وتنتهي بالرشا.
عبد الرحمن الصوفي ذكر النجم على انه الجرم الرابـع عشـر فـي كوكبـة المـرأة المسلسـلة . كما انه اشار إلى لطخة سحابية بجانبه ليتبين فيما بعد انها مجرة و سميت المـرأة المسلسـلة.